# Iołanda Czen
Iołanda Jewgienjewna Czen (ros. Иоланда Евгеньевна Чен; ur. 26 lipca 1961 w Moskwie) – rosyjska lekkoatletka, specjalizująca się skoku w dal oraz trójskoku. W czasie swojej kariery reprezentowała również Związek Socjalistycznych Republik Radzieckich (do 1991) oraz Wspólnotę Niepodległych Państw (1992).

## Sukcesy sportowe
- dwukrotna mistrzyni Rosji w trójskoku – 1993, 1995[1]
- dwukrotna halowa mistrzyni Rosji w trójskoku – 1993, 1994[2]

| Rok  | Miasto    | Zawody                    | Konkurencja | Wynik         |
| ---- | --------- | ------------------------- | ----------- | ------------- |
| 1989 | Haga      | Halowe mistrzostwa świata | skok w dal  | srebrny medal |
| 1989 | Duisburg  | Uniwersjada               | skok w dal  | złoty medal   |
| 1990 | Split     | Mistrzostwa Europy        | skok w dal  | 5. miejsce    |
| 1993 | Toronto   | Halowe mistrzostwa świata | trójskok    | srebrny medal |
| 1993 | Stuttgart | Mistrzostwa świata        | trójskok    | srebrny medal |
| 1994 | Helsinki  | Mistrzostwa Europy        | trójskok    | 4. miejsce    |
| 1995 | Barcelona | Halowe mistrzostwa świata | trójskok    | złoty medal   |

## Rekordy życiowe
- skok w dal – 7,16 – Moskwa 30/07/1988
- skok w dal (hala) – 7,05 – Homel 04/02/1989
- trójskok (stadion) – 14,97 – Moskwa 18/06/1993 –  do 21/08/1993
- trójskok (hala) – 15,03 – Barcelona 11/03/1995 –  do 28/02/1998, 7. wynik w historii światowej lekkoatletyki